# Chiffre mônome binôme
Le système du monôme-binôme est une méthode de chiffrement utilisée durant la guerre d'Espagne, de 1936 à 1939. Il reprend le principe du carré de Polybe, une lettre pourra être représenté par un ou 2 chiffre(s), ce qui complexifie l'attaque par analyse fréquentielle.

## Chiffrement
Cette méthode de chiffrement peut être décomposée en deux étapes.

### Première étape
À l'aide d'un mot-clef, l'expéditeur du message remplit un tableau de 10 colonnes numérotées de 0 à 9, par 3 lignes : la première n'a pas de numéro et les 2 autres comportent chacune un chiffre clef différents.
Pour remplir le tableau, l'utilisateur commence par écrire le mot clef dans le tableau, de gauche à droite, et de haut en bas, en laissant les colonnes des nombres clef vides. Si une même lettre en répétée dans le mot, les répétitions sont supprimées. Exemple : « BONJOUR » devient « BONJUR », car le « O » est présent 2 fois dans le mot. Si le nombre clef est 58, les colonnes vides seront les numéros 5 et 8.
Ensuite, les cases restantes du tableau sont complétées avec les autres lettres de l'alphabet, dans l'ordre alphabétique, en rajoutant le point « . » et la virgule « , ».
Par exemple, un tableau rempli avec grâce à au mot clef « CRYPTO », et le nombre 47 en clef est:
|   | 0 | 1 | 2 | 3 | 4 | 5 | 6 | 7 | 8 | 9 |
| - | - | - | - | - | - | - | - | - | - | - |
|   | C | R | Y | P |   | T | O |   | A | B |
| 4 | D | E | F | G | H | I | J | K | L | M |
| 7 | N | Q | S | U | V | W | X | Z | . | , |

### Deuxième étape
Chaque lettre du clair est remplacée par ses coordonnées dans le tableau, en commençant par le numéro de la ligne. S'il n'y a pas de numéro de ligne, la lettre sera chiffrée uniquement par le numéro de la colonne. Par exemple, dans le tableau ci-dessus, E est chiffré par 41, C par 0, etc.
Exemple : Avec les clefs de l'exemple précédent, WIKIPEDIA devient 7545474534140458

## Déchiffrement
Reprenons le tableau précédent, ainsi que le cryptogramme 7545474534140458. Voyons comment le déchiffrer.
Le premier chiffre du cryptogramme est 7, chiffre pouvant indiquer une ligne. Cela signifie que nous avons affaire à une lettre « binôme » : elle est codée par 2 chiffres. Il faut donc prendre le chiffre suivant du cryptogramme pour avoir les coordonnées de la lettre claire, soit 7, 5, ce qui nous donne W.
Même chose pour 4 5, qui indique I, 4 7 qui indique K, 4 5 à nouveau qui indique I.
En revanche, le 3 suivant indique une ligne inexistante. C'est donc une lettre « monôme », codée par un seul chiffre. Dans ce cas, la lettre claire est la lettre de la colonne 3, première ligne, soit ici, P.
Nous retrouvons bien « WIKIPEDIA ».